# Vedran Smailović

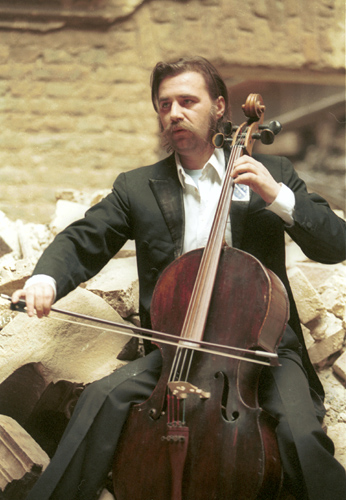
Vedran Smajlović in Sarajevo, 1992. Foto von Mikhail Evstafiev

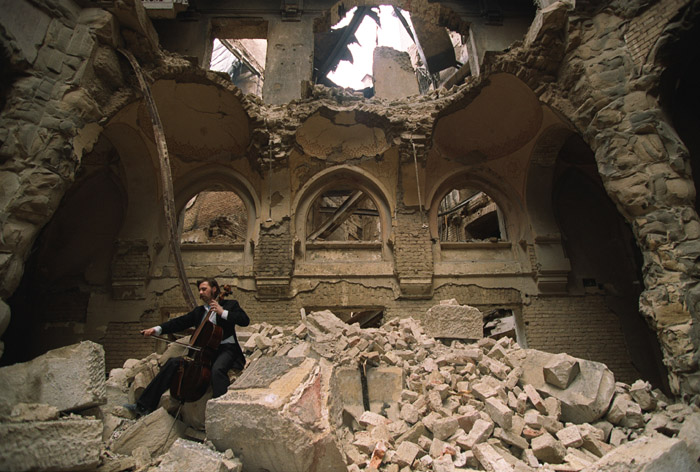
Vedran Smailović in der zerstörten Nationalbibliothek, 1992. Foto von Mikhail Evstafiev.

Vedran Smailović (* 11. November 1956), auch bekannt als Cellist von Sarajevo, ist ein Musiker aus Bosnien und Herzegowina. Smailović ist der Sohn des Musikers Avdo Smailović. 
Er gehörte während der Belagerung von Sarajevo zu der in der Stadt verbliebenen Bevölkerung. Während der Belagerung, die mit 1.425 Tagen die längste Belagerung im 20. Jahrhundert wurde, spielte er ab dem 28. Mai 1992 22 Tage lang zu Ehren von 22 durch einen Mörsereinschlag am Vortag umgekommenen Zivilisten, die in der heute Ferhadija genannten Straße vor einem Bäckerladen auf Brot warteten. Das Stück hieß: Albinonis Adagio in g-Moll. Außerdem trat er bei Beerdigungen auf, die häufig Ziel von serbischen Heckenschützen waren, und in der im August 1992 zerstörten Nationalbibliothek. Diese Zeichen des Widerstands wurden zum Symbol für die Eingeschlossenen in Sarajevo. In diesen Tagen besuchte ihn auch die unter anderem für ihre Antikriegslieder bekannte amerikanische Sängerin Joan Baez. Im Spielfilm Welcome to Sarajevo von 1997 spielt ein Smailović ähnelnder Cellist eine Nebenrolle.
1993 verließ Smailović Sarajevo und arbeitete eine Zeitlang als Komponist, Darsteller und Dirigent in Nordirland. Heute lebt er in New York.
Der Komponist David Wilde schrieb zu Ehren von Smailović das Stück Der Cellist von Sarajevo, es wurde von Yo-Yo Ma aufgenommen. Auch das Konzeptalbum Dead Winter Dead der Band Savatage ist deutlich von der Geschichte Smailovićs inspiriert.
Der kanadische Autor Steven Galloway veröffentlichte 2008 einen Roman mit dem Titel The Cellist of Sarajevo, der im selben Jahr wie Der Cellist von Sarajevo auch auf Deutsch erschien.

## Notizen
1. ↑  Der Cellist von Sarajevo. Roman. Übers. Georg Schmidt. Luchterhand, 2008 (The Cellist of Sarajevo.) Text Publishing Melbourne, 2008

| Personendaten    | Personendaten      |
| ---------------- | ------------------ |
| NAME             | Smailović, Vedran  |
| KURZBESCHREIBUNG | bosnischer Cellist |
| GEBURTSDATUM     | 11. November 1956  |